# Stygocyathura univam
Stygocyathura univam is een pissebed uit de familie Anthuridae. De wetenschappelijke naam van de soort is voor het eerst geldig gepubliceerd in 1983 door Botosaneanu.